# Billardiera speciosa
Billardiera speciosa là một loài thực vật có hoa trong họ Pittosporaceae. Loài này được (Endl.) F.Muell. mô tả khoa học đầu tiên năm 1862.